# WIST-94半自動手槍
WIST-94 Piryt（波蘭語：Piryt，意為：黄铁矿）是一款由波兰槍械設計師維斯瓦夫·斯塔克（Wiesław Stark）所設計、PREXER有限公司（PREXER Ltd.）所生產的半自動手槍。WIST-94手槍的設計師放棄了以往採用9×18毫米馬卡羅夫手枪子彈時期的設計實踐基礎，而是受到西方設計手法的影響而利用9×19毫米手枪子彈和一些最新型的保險和其他設計技術。

## 研發
WIST-94是由裝備技術軍事學院（WITU）在代號「Piryt」（黄铁矿）以下設計。1992年，在計劃中設計出兩個提出不同的槍管閉鎖系統的原型槍：A01型採用了槍管偏轉式閉鎖系統，而B01型則是常規白朗寧型槍管傾斜式閉鎖系統。B01型是唯一一個完成測試的型號，但發展受到軍方切斷資金來源的阻力而暫時停止研製。其後藉由WITU和PREXER有限公司出資，使該研究項目得以繼續，並在1994年研發一個全新的原型。這種以B01型為基礎的原型的該槍被命名為WIST-94。1999年3月23日，這把新型手槍被波蘭軍隊選中，並且作為其新型制式手槍。
自2010年以來，所有手槍都進行了現代化，並配備了一條MIL-STD-1913戰術導軌用以安裝戰術燈。

## 設計細節
WIST-94是一把發射9×19毫米鲁格手枪子彈的半自動手槍。該槍採用了白朗寧凸輪型鎖耳閉鎖系統，多邊形膛線槍管上部的三個機器加工而成閉鎖鎖耳會進入套筒的定型槽以內實現閉鎖。套筒由鋼製成，而底把（套筒座部份）則是用聚合物塑料所製成。該槍亦採用了類似於格洛克手槍扳機機構：為擊針平移式純雙動操作（DAO）扳機。每次射擊而且套筒復位以後擊針都會處於半待發狀態，讓扳機扣力比傳統的純雙動操作扳機要輕（雖然還是比單動操作扳機要重）；所以即使解脫了待擊狀態，只要膛內有彈，也可以隨時扣下扳機擊發。WIST-94並沒有外部的手動保險，其使用的唯一的保險裝置是內置式自動撞針保險，只有扳機扣到最後階段時才會開啟擊針保險。該手槍並沒有擊錘，取而代之的是上膛指示器與保險裝置以避免意外擊發。WIST-94使用16發彈匣供彈，彈匣釋放按鈕可以逆向安裝，以方便左撇子使用者使用。無彈後定手柄位於手槍的左側，固定式瞄準具內置自我發光的氚光，以便於低光昏暗條件下使用。其衍生型WIST-94L還配備了安裝在扳機護環的上部的雷射瞄準器。在波蘭，該手槍的名字聽起來非常類似於ViS手槍。該槍是設計用作近距離（約50米內）戰鬥和自衛用途。

## 衍生型
WIST-94主要有兩種型號：
- WIST-94：基本型號。

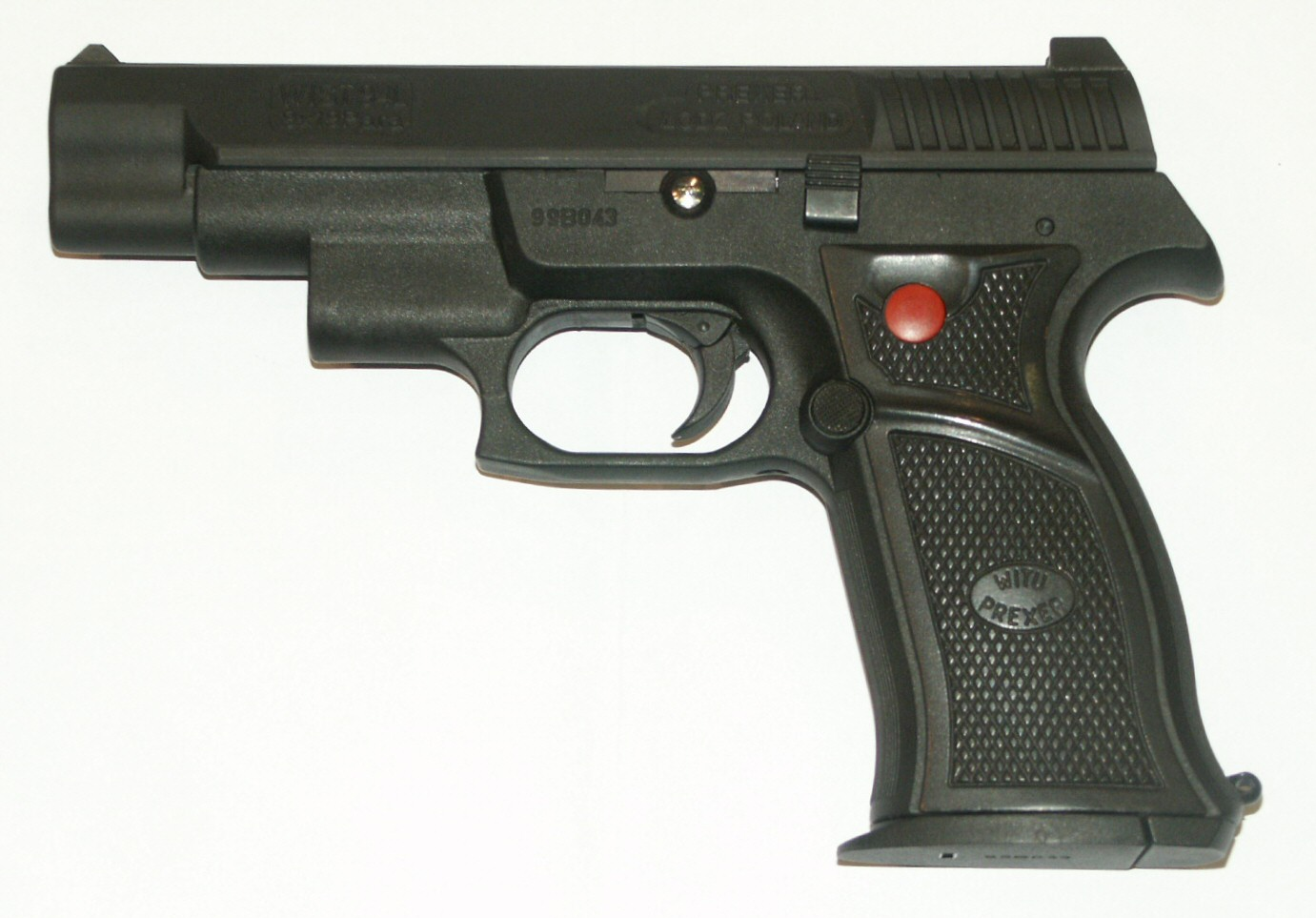
WIST-94L衍生型

- WIST-94L：在扳機護圈前方上帶整體式激光指示器的型號，功率為3—5毫瓦，由兩個1.5伏特電池供電。

## 使用國
自1997年，WIST-94手槍已經開始在波蘭軍隊服役。目前手槍訂購的數量和單位製造費用都被視為機密。

## 資料來源
1. ↑  Altair – Oręż Tytana 的存檔，存档日期2012-01-12..
2. ↑  Diariusz Senatu RP nr 69 （页面存档备份，存于）.
3. ↑  Nowy pistolet i karabin dla WP （页面存档备份，存于） . [dostęp 2012-07-07].

## 外部連結
- （波兰語）—PREXER Spółka z.o.o. - manufacturer （页面存档备份，存于）
- （英文）—Modern Firearms—WIST-94 pistol （页面存档备份，存于）
- （简体中文）—D boy Gun World（槍炮世界）—WIST-94半自动手枪 （页面存档备份，存于）